# Добелл, Чарльз
Чарльз Макферсон Добелл KCMG, KCB (англ. Charles Macpherson Dobell; 22 июня 1869, Квебек — 17 октября 1957) — канадский военный деятель, служивший в рядах Королевских уэльских фузилёров, генерал-лейтенант.

## Биография
Родился 22 июня 1869 года в Квебеке в семье бизнесмена и политика Ричарда Добелла. Чарльз Добелл получил разносторонее образование в частной школе в родном городе и в школе Чартерхаус в Англии. В 1890 году Чарльз окончил Королевский военный колледж Канады. В 1891 году он получил звание лейтенанта и начал свою службу. Он участвовал в оккупации международными силами острова Крит, во время которой он получил звание майора.
Во время второй англо-бурской войны Чарльз отправился на фронт где был отмечен наградами и благодарностями командования. После окончания войны Добелл проходил службу в Нигерии, где получил звание полковника. После этого Добелл в составе британских войск в Китае участвовал в подавлении «Боксёрского восстания». После подавления восстания Добелл был назначен генерал-инспектором британских войск в Западной Африке.
После начала Первой мировой войны Добелл участвовал в боях в Камеруне. После захвата Германского Камеруна войсками Антанты Добелл был повышен до звания генерал-лейтенанта. Затем Добелл был переведён в состав Египетских экспедиционных сил. В 1915 году он стал Кавалером ордена Святого Михаила и Святого Георгия. Он также был сделан рыцарем-командиром ордена Бани С 1915 по 1917 года вместе с генералом Арчибальдом Мюрреем командовал британскими войсками на Палестинском фронте. В 1917 году Добелл был отправлен в отставку.